# Zolotuhî, Orjîțea
Zolotuhî (în ucraineană Золотухи) este localitatea de reședință a comunei Zolotuhî din raionul Orjîțea, regiunea Poltava, Ucraina.

## Demografie
Componența lingvistică a localității Zolotuhî
     Ucraineană (97,27%)
     Rusă (2,31%)
Conform recensământului din 2001, majoritatea populației localității Zolotuhî era vorbitoare de ucraineană (97,27%), existând în minoritate și vorbitori de rusă (2,31%).